# Hans-Henrik Ley
Pour les articles homonymes, voir Ley (homonymie).
Hans-Henrik Ley (né le 25 octobre 1923 mort le 2 août 2014) est un compositeur et parolier danois.

## Biographie
Ley a eu une carrière de compositeur très brève dans son pays. En 1966, il commence à composer la musique de séries télévisées comme Hvordan man opdrager sine forældre suivi par Teleklub l'année suivante. 
Il est surtout connu pour son travail sur la musique et la composition des chansons des deux premiers films de la série Jungle Jack. Dans le premier volet, il est un des deux compositeurs avec Anders Koppel ainsi que parolier des trois chansons du films avant de revenir, trois ans plus tard pour la suite, non plus comme compositeur mais pour l'écriture et la composition d'une chanson seulement. Malgré le succès de ces deux films, Ley ne va plus beaucoup se montrer dans le monde du cinéma et va se mettre en retrait.

## Filmographie (compositeur de musique de film)
- 1971 : Bennys badekar  (court métrage d'animation)
- 1993 : Jungle Jack (Jungledyret)
- 1998 : Cirkeline: Storbyens mus
- 2000 : Cirkeline 2: Ost og kærlighed